# Résolution 1907 du Conseil de sécurité des Nations unies
Membres permanents
- Chine
- États-Unis
- France
- Royaume-Uni
- Russie

Membres non permanents
- Autriche
- Burkina Faso
- Costa Rica
- Croatie
- Japon
- Libye
- Mexique
- Turquie
- Ouganda
- Viet Nam

Résolution no 1906 Résolution no 1908
La résolution 1907 du Conseil de sécurité des Nations Unies, adoptée le 23 décembre 2009, a imposé un embargo sur les armes à l'Érythrée, des interdictions de voyager à ses dirigeants et gelé les avoirs de certains responsables politiques et militaires du pays après avoir accusé le gouvernement érythréen d'aider les Chebabs en Somalie et d'avoir refusé de retirer ses troupes de sa frontière contestée avec Djibouti, suite à un conflit en 2008. Ces sanctions étaient rattachées au régime de sanctions concernant la Somalie, surveillé par le même Comité du Conseil de sécurité.
L’Union africaine et d’autres organisations demandaient depuis plusieurs mois au Conseil de sécurité de sanctionner l’Érythrée. 

## Adoption
La résolution a été présentée par l'Ouganda et le Burkina Faso a mené la procédure. Elle a été adoptée par 13 voix pour, la Libye votant contre et une abstention de la Chine. Les deux pays ont déclaré que les sanctions n’étaient pas une méthode efficace pour la réconciliation.

## Réactions
L'ambassadeur érythréen Araya Desta a condamné la résolution, la qualifiant de « honteuse » et de « fabrication de mensonges » par les États-Unis et le « régime éthiopien », et a déclaré qu'elle n'affecterait pas le pays. Il a également nié le soutien érythréen aux militants somaliens, déclarant que « les Somaliens sont nos frères »,. Dans le même temps, les ambassadeurs de Somalie et de Djibouti ont fermement soutenu la résolution. 
L'Union africaine, fervent partisan du gouvernement somalien, avait appelé le Conseil de sécurité à imposer ces sanctions. L’Érythrée s’est retirée de l’Union africaine en signe de protestation.

## Événements ultérieurs
Les sanctions ont été renforcées le 5 décembre 2011. Le 16 juillet 2012, un rapport du Groupe d'experts assistant le Comité des sanctions du Conseil de sécurité a déclaré qu'il n'avait trouvé aucune preuve d'un soutien direct de l'Érythrée aux Chebabs au cours de l'année écoulée bien qu'elle continue de violer les résolutions du Conseil. En octobre 2012, le gouvernement érythréen a appelé à la levée des sanctions à la lumière des nouvelles indiquant que la Chine, la Russie et l'Afrique du Sud avaient exprimé leur soutien à leur levée. En 2017, les experts des Nations Unies ont écrit : « Étant donné que le Groupe d'experts n'a pas été en mesure de trouver des preuves concluantes du soutien érythréen aux Chebabs en Somalie pendant quatre mandats consécutifs, le Groupe recommande que le Conseil de sécurité envisage de dissocier les régimes de sanctions pour l'Érythrée et la Somalie. ».
La résolution 2444 (2018) du 14 novembre 2018 a levé les sanctions contre l'Érythrée.